# Furcimunda
Furcimunda is een geslacht van rechtvleugeligen uit de familie krekels (Gryllidae). De wetenschappelijke naam van dit geslacht is voor het eerst geldig gepubliceerd in 2007 door Gorochov.

## Soorten
Het geslacht Furcimunda omvat de volgende soorten:
- Furcimunda bipunctata Chopard, 1969
- Furcimunda furcilla Gorochov, 2007